# Palacio de la Porte Dorée
Construida con motivo de la Exposición colonial internacional de París de 1931, el Palacio de la Puerta de Oro es un edificio situado en la Puerta Dorada en el Arrondissement XII (Distritos de París). Además de acuario tropical, siempre accesible al público, albergó sucesivamente dentro de sus muros el viejo "Museo de las colonias" y el  "Museo de Francia de Ultramar" y, finalmente, el "Museo de Artes africanas y oceanias".
Desde octubre de 2007, alberga el Museo de Historia de la Inmigración.

## Historia
Todavía conocido por su antiguo nombre de "Museo Nacional de Artes de África y Oceanía", este edificio fue construido en el espacio de 18 meses con motivo de la Exposición colonial internacional de París de 1931, por el arquitecto francés Albert Laprade, dentro del movimiento art déco que despegó durante la década de 1920. El carácter perenne de este edificio se afirma desde su construcción. Éste debe continuar transmitiendo el discurso de la Exposición Colonial. Al ofrecer un resumen histórico, económico y artístico del Imperio, el edificio debe hacer que sus visitantes quieran invertir en productos de las colonias, o incluso establecerse allí.
Inaugurado en 1931, albergaba el museo permanente de las Colonias, rebautizado en 1935 "Museo de Francia de Ultramar", en 1960 "Museo de Artes africanas y oceanias» (MAAO), y finalmente, en 1990, "Museo Nacional de Artes de África y Oceanía". Este último cerró sus puertas en enero de 2003 y sus colecciones se unieron a las del Musée du quai Branly. Desde el 10  de October de  2007, el Palacio de la Puerta Dorada alberga el Museo de Historia de la Inmigración cuya museografía e instalaciones fueron realizadas por Patrick Bouchain.
El edificio 16 000  m  2 muestra el doble de la inspiración de su autor: su silueta perfectamente simétrica, su austera fachada es muy clásica inspiración cuando su técnica de iluminación cenital soluciones inspirado tiempos modernos. La fachada está decorada con un bajorrelieve de Alfred Janniot que quiere ilustrar la riqueza de las colonias. En el interior, en la sala del pueblo, descubrimos un gran fresco de Pierre-Henri Ducos de La Haille. El edificio tiene múltiples elementos decorativos de inspiración exótica.
En 1987, algunas partes y en particular la fachada se clasifican como monumentos históricos y el resto del edificio se inscribe ese mismo año.

## Arquitectura y decoraciones
- Arquitectos principales: Albert Laprade, Leon Jaussely y Leon Bazin.
- Decoraciones exteriores: bajorrelieves de Alfred Janniot.
- Adornos interior: pinturas  Ducos de Haille, Louis Bouquet,  André, Ivanna Lemaître y Jean Dupas  en la Sala de África; los muebles son de Jacques-Émile Ruhlmann.
- Cuadrícula de entrada: Jean Prouvé.

### Bajorrelieve de la fachada
El bajorrelieve de la fachada del palacio fue realizado por Alfred Janniot, ya conocido por la decoración del paquebote   Ile de France  en 1927. El fresco de piedras de Poitou se extiende sobre 1,100  m  2. Contiene representaciones de los principales puertos marítimos y aeropuertos de África, Madagascar, Antillas, Asia y Oceanía. Expresó la riqueza económica y humana de las colonias francesas. La fachada es un edificio protegido en 1987.

### Sala Central
La sala central fue diseñada por Albert Laprade y tiene un fresco de 600  m  2 pintado por Pierre-Henri Ducos de La Haille y estudiantes de la  Escuela de Bellas Artes.

### Salones Ovales
Dos salones ovales están presentes a ambos lados de la entrada del edificio. El primero, de inspiración africana, tiene muebles de Jacques-Émile Ruhlmann. El segundo, de inspiración asiática, es proporcionado por Eugene Printz. Simbolizan la contribución intelectual y artística de África y Asia a la civilización europea.
- El salón de Asia está decorado con un mural de  André y Ivanna Lemaître. El mariscal Hubert Lyautey (Lyautey) organizó recepciones durante la exposición colonial.
- La Sala de África está decorado con frescos de Louis Bouquet sobre el tema de las contribuciones artísticas e intelectuales de África a Francia y de Jean Dupas. El ministro colonial Paul Reynaud lo utilizó para organizar recepciones.

## Acuario Tropical

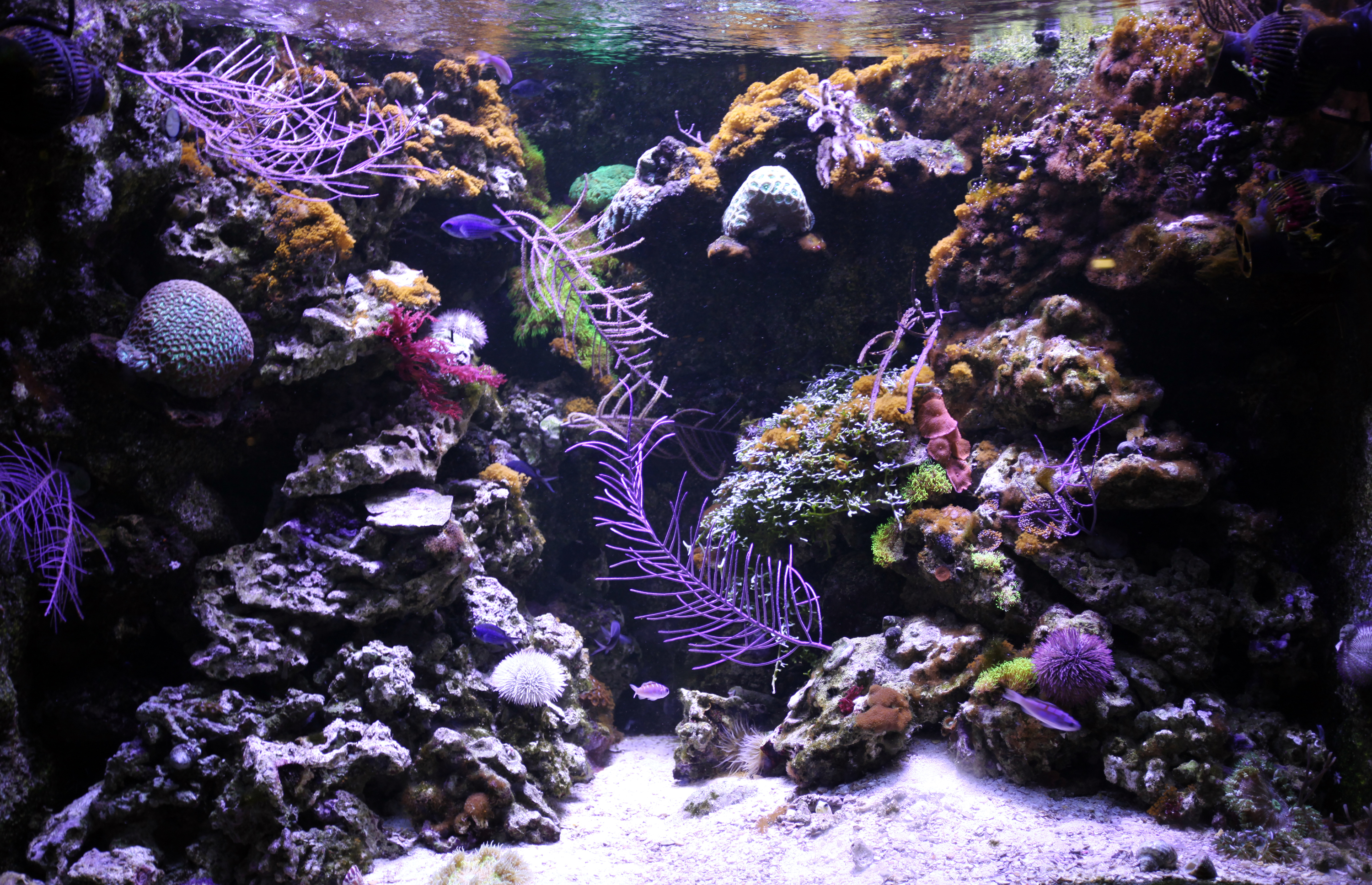
Tanque marino del acuario tropical.

El  Acuario Tropical del Palacio de la Puerta Dorada ha sido durante mucho tiempo el único acuario en París. Tiene una gran colección de peces tropicales de agua dulce y agua de mar y además de tortugas, caimanes y cocodrilos. El acuario con frecuencia exhibe exposiciones temporales.